# Making Sandwiches
Making Sandwiches est un court métrage américain réalisé par Sandra Bullock en 1998.

## Synopsis
Un homme et une femme font des sandwiches dans une petite cuisine tout en regardant la télévision.

## Fiche technique
- Titre : Making Sandwiches
- Réalisation et scénario : Sandra Bullock
- Musique : Richard Ziegler
- Production : Sandra Bullock et Shannon McMahon
- Société de production : Fortis Films
- Pays de production :  États-Unis
- Langue : anglais
- Durée : 30 minutes
- Genre : comédie
- Date de sortie :
  - États-Unis : 1998

## Distribution
- Sandra Bullock : Melba Club
- Matthew McConaughey : Bud Hoagie
- Eric Roberts : Julia
- Roger Birnbaum : l'homme d'Hollywood